# Lage Raho Munna Bhai
Série
Munna Bhai M.B.B.S.
(2003)
Pour plus de détails, voir Fiche technique et Distribution.
Lage Raho Munna Bhai (लगे रहो मुन्ना भाई) est un film indien réalisé par Rajkumar Hirani, sorti en Inde en 2006. Ce film fait suite à Munna Bhai M.B.B.S. sorti en 2003.

## Synopsis
Munna est tombé amoureux de Jhanvi, une animatrice de radio dont il ne connaît que la voix. Pour célébrer l'anniversaire de la naissance du Mahatma Gandhi, Jhanvi organise un concours dont le premier prix sera de participer à son émission dans les studios de la radio. Munna ne peut pas laisser passer une aussi belle occasion de rencontrer enfin Jhanvi. Le sujet du concours porte sur la vie de Gandhi. Munna n'a qu'une vague idée de qui il s'agit, mais ce n'est pas un problème : il fait kidnapper les plus grands spécialistes de Mumbai pour répondre à sa place aux questions... Et il gagne ! Emporté par l'enthousiasme lorsqu'il rencontre Jhanvi, il se présente en tant que professeur d'histoire, grand connaisseur de la vie de Gandhi. Et quand Jhanvi lui propose d'animer une conférence, il accepte avant de réaliser qu'il n'aura que cinq jours pour maîtriser son sujet. Il se précipite alors vers la première bibliothèque qu'il trouve et se plonge dans les livres. Quelques nuits blanches plus tard, Gandhi lui apparaît. Le médecin qu'il consulte a du mal à se prononcer, mais finalement Munna s'accommode de cette présence qu'il est le seul à distinguer. Et Munna, désormais accompagné par le Mahatma Gandhi, donne la conférence pour laquelle il s'était engagé, puis devient coprésentateur de l'émission de Jhanvi. Les conseils qu'il promulgue, dictés par Gandhi, font le bonheur des auditeurs. Cependant, Gandhi devient exigeant. Il aimerait bien que Munna laisse de côté ses combines habituelles, mais aussi qu'il révèle à Jhanvi ses véritables activités.

## Fiche technique
- Titre : Lage Raho Munna Bhai
- Titre original : लगे रहो मुन्ना भाई
- Réalisateur : Rajkumar Hirani
- Histoire : Rajkumar Hirani
- Scénario : Abhuat Joshi, Rajkumar Hirani et Vidhu Vinod Chopra
- Dialogues : Rajkumar Hirani et Abhuat Joshi
- Musique : Shantanu Moitra (en)
- Paroles : Swanand Kirkire (en)
- Direction artistique : Nitin Chandrakant Desai
- Chorégraphies : Ganesh Acharya
- Producteur : Vidhu Vinod Chopra
- Pays : Inde
- Langues : Hindî, Anglais
- Genre : Comédie dramatique et romance
- Durée : 144 minutes
- Sortie : 2006 (Inde)

## Distribution
- Sanjay Dutt : Murli Prasad Sharma (Munna)
- Arshad Warsi : Circuit
- Vidya Balan : Jhanvi
- Boman Irani : Lucky Singh
- Dilip Prabhavalkar : Mahatma Gandhi
- Diya Mirza : Simran
- Kulbhushan Kharbanda : Kkhurana
- Saurabh Shukla : Batuk Maharaj
- Jimmy Shergill : Victor D'Souza
- Parikshat Sahni : Le père de Victor
- Abhishek Bachchan - apparition

## Musique
- Lage Raho Munna Bhai comporte 4 scènes chantées : Lage Raho Munna Bhai ~ Samjho Ho Hi Gaya ~ Aane Char Aane ~ Pal Pal Har Pal